# Овар
Овар (порт. Ovar; [ɔvaɾ]) — город в Португалии, центр одноимённого муниципалитета в составе округа Авейру. Находится в составе крупной городской агломерации Большое Авейру. По старому административному делению входил в провинцию Бейра-Литорал. Входит в экономико-статистический субрегион Байшу-Воуга, который входит в Центральный регион. Численность населения — 17,2 тыс. жителей (город), 55,2 тыс. жителей (муниципалитет). Занимает площадь 149,88 км².
Покровителем города считается Сан-Криштован.

## Расположение
Город расположен в 26 км на север от адм. центра округа города Авейру.
Муниципалитет граничит:
- на севере — муниципалитет Эшпинью
- на северо-востоке — муниципалитет Санта-Мария-да-Фейра
- на востоке — муниципалитет Оливейра-де-Аземейш
- на юге — муниципалитет Эштаррежа, Муртоза
- на западе — Атлантический океан

Праздник города — 25 июля.

## История
Город основан в 1514 году.

## Население
| Численность населения муниципалитета по годам | Численность населения муниципалитета по годам | Численность населения муниципалитета по годам | Численность населения муниципалитета по годам | Численность населения муниципалитета по годам | Численность населения муниципалитета по годам | Численность населения муниципалитета по годам | Численность населения муниципалитета по годам | Численность населения муниципалитета по годам | Численность населения муниципалитета по годам |
| --------------------------------------------- | --------------------------------------------- | --------------------------------------------- | --------------------------------------------- | --------------------------------------------- | --------------------------------------------- | --------------------------------------------- | --------------------------------------------- | --------------------------------------------- | --------------------------------------------- |
| 1801                                          | 1849                                          | 1900                                          | 1930                                          | 1960                                          | 1981                                          | 1991                                          | 2001                                          | 2004                                          | 2006                                          |
| 10 822                                        | 10 075                                        | 25 605                                        | 29 970                                        | 35 320                                        | 45 378                                        | 49 659                                        | 55 198                                        | 56 715                                        | 57 511                                        |

## Состав муниципалитета
В муниципалитет входят следующие районы:
1. Арада
2. Кортегаса
3. Эшмориш
4. Маседа
5. Овар
6. Сан-Жуан-де-Овар
7. Сан-Висенте-де-Перейра-Жузан
8. Валега